# Opiinae
Opiinae (лат.) — подсемейство стебельчатобрюхих перепончатокрылых семейства браконид.

## Распространение
Встречаются повсеместно.
Турция — 182 вида, Россия — 58, Болгария — 35, Греция — 22.

## Описание
Длина 2—5 мм. Апикальная часть переднего крыла значительно больше задней части. Стернаули обычно развиты, чёткие. Мезоскутум в задней трети часто со средней ямкой или бороздкой. В классификации имеет значение наличие или отсутствие дорсопе. Возвратная жилка нередко постфуркальная.

## Экология
Представители Opiinae это одиночные койнобионтные эндопаразитоиды личинок мух (Cyclorraphous Diptera), но откладка яиц может происходить и в яйца хозяина (яйце-личиночные паразитоиды). Играют важную роль в контроле двукрылых вредителей, таких как Tephritidae и Agromyzidae.

## Классификация
Около 2000 видов. В составе подсемействе выделяют около трёх десятков родов по данным разных авторов: 23 (Fischer, 1972), 17 (Wharton, 1997), 33 (Yu et al., 2012) и 35 родов (van Achterberg et al., 1990; 1997; 2004). Opius это крупнейший род Opiinae и всего семейств браконид (Braconidae), включающий 33 подрода и от 135 видов в узком объёме (Yu et al., 2012) до тысячи видов в широкой таксономической трактовке рода (Fischer 1972, 1977, 1987; van Achterberg 1997 & Wharton 1987, 1988).
- Ademon Haliday, 1833
- Apodesmia
- Areotetes
- Atoreuteus
- Atormus
- Bathystomus
- Biosteres Foerster, 1862
- Bitomoides
- Cephaloplites Szépligeti, 1897
- Chilotrichia
- Coleopioides van Achterberg & Li, 2013
- Coleopius
- Desmiostoma
- Diachasma Foerster, 1862
- Diachasmimorpha Viereck, 1913
- Eurytenes
- Fopius Wharton, 1987
- Hoplocrotaphus
- Indiopius
- Opiostomus
- Opius Wesmael, 1835
- Phaedrotoma
- Pokomandya
- Psyttalia Walker, 1860
- Rhogadopsis  Brèthes, 1913
- Sternaulopius
- Utetes Foerster, 1862
- Xynobius